# Kapodastr

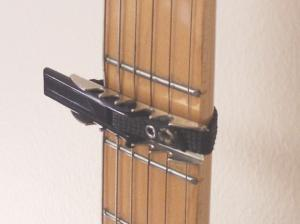
Kapodastr na elektrické kytaře

Kapodastr (z italského capotasto, „hlava hmatníku“) je nasazovací barré, příslušenství k drnkacím strunným nástrojům, nejčastěji ke kytaře, ale i k mandolíně nebo banju. Slouží k rychlému a dočasnému přeladění nástroje. To umožní snadné převedení hudební skladby z jedné tóniny do jiné (tedy transpozici). Obvykle jde o převod do vyšší polohy (každý pražec znamená zpravidla zvýšení o půltón). Snížení polohy vyžaduje nasazení kapodastru velmi daleko (např. na 10. pražec), což už značně mění zvuk a barvu nástroje.
Kapodastr je proveden jako svěrka nebo spona (klips), která se upevňuje na krk nástroje. Tím stiskne všechny struny nad určitým pražcem a zvýší tak jejich tón o příslušnou výšku. Jednodušší, kolíková konstrukce kapodastrů umožňuje neúplným nasazením vynechat stisknutí jedné či dvou krajních strun. 
Kapodastr používají především rockoví a folkoví muzikanti, zvláště pro přizpůsobení tóniny zpěvu, aniž by museli hrát nepohodlné akordy barré nebo měnit naučené akordové a sólistické hmaty. Hudební experimentátoři používají speciální kapodastry aplikovatelné na libovolný počet strun, čímž prakticky mění ladění nástroje, aniž by bylo potřeba zdlouhavě přelaďovat struny ručně.